# Storkyrkobrinken

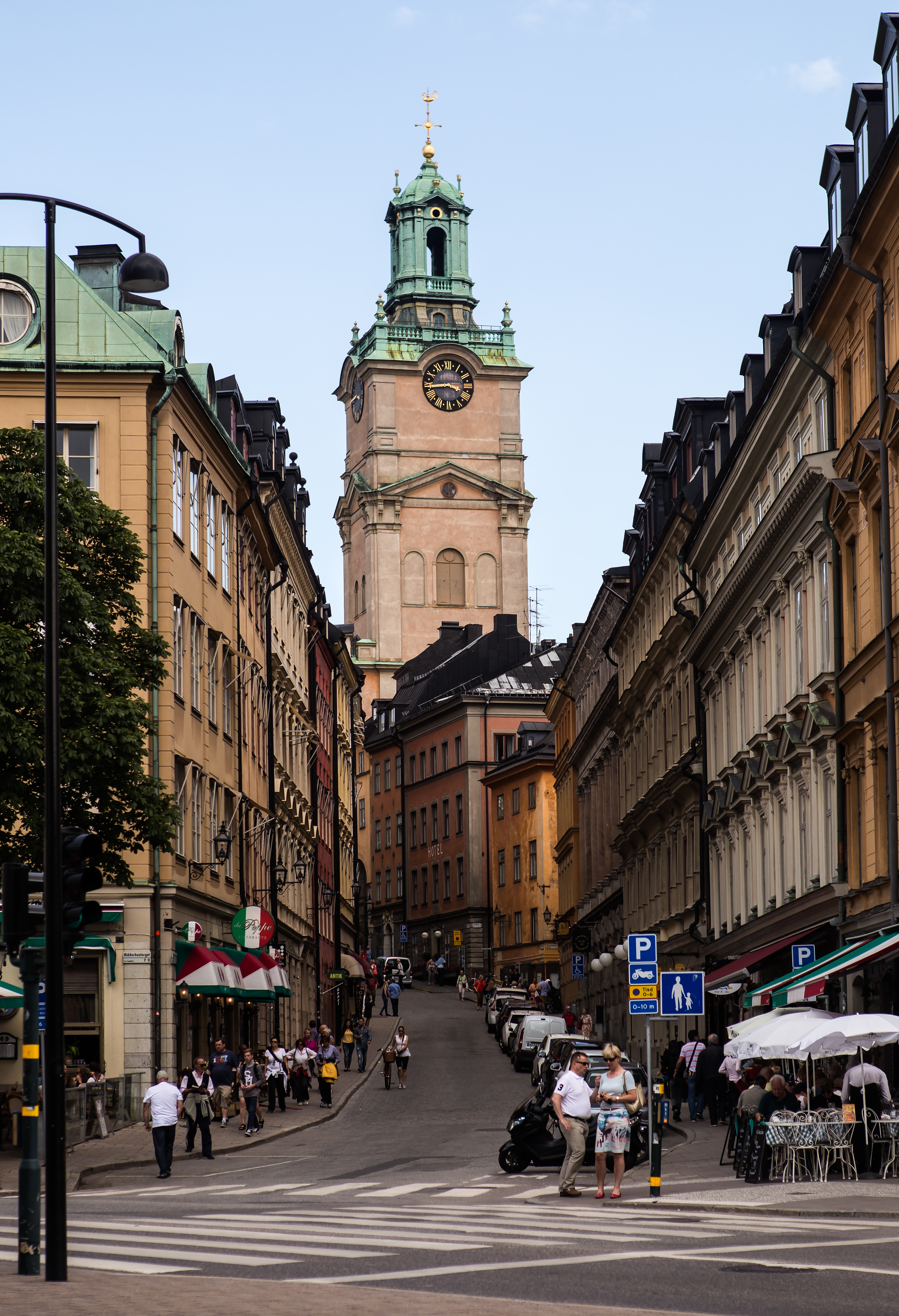
Storkyrkobrinken från väster med Storkyrkan i fonden, som gav gatan sitt namn, juli 2015.

 Storkyrkobrinken är en gata i Gamla stan i Stockholm, som går från Storkyrkan till Myntgatan. 

## Beskrivning
Under medeltiden kallades gatan Sankt Nicolai port (sancte nicolauese port, 1422). Via Nicolai Port kunde man norrifrån komma in i staden. Senare förekom namn som S. Niclaes Brink (1597), Kyrkobrinken (1596) och Slottsgatan (1637). Vid Västerlånggatan bytte den namn till Sankt Laurentii gränd (1436), vars namn kommer från det gille som fanns här. På 1500-talet kallades den för Skolstugegränd (Skolstuffue grenden, 1571) efter en skolstuga som uppfördes här 1431. På 1700-talet började det nuvarande namnet (Storkyrko Brinken) att etableras. 

## Byggnader och verksamheter i urval
- Oxenstiernska palatset, Storkyrkobrinken 2
- Beijerska huset,  Storkyrkobrinken 4
- Storkyrkobrinken 7, här ligger Riksdagsbiblioteket
- Restaurant Cattelin, Storkyrkobrinken 9
- Ahrengrenska spelhuset